# Bermanerpeton kinneyi
Il bermanerpeton (Bermanerpeton kinneyi) è un anfibio temnospondilo estinto, appartenente agli dvinosauri. Visse nel Carbonifero superiore (Pennsylvaniano, circa 307 - 303 milioni di anni fa) e i suoi resti fossili sono stati ritrovati in Nordamerica.

## Descrizione
Questo animale è noto per alcuni esemplari larvali, lunghi circa 10 centimetri e dal cranio lungo tra gli 8 millimetri e i 13 millimetri. Simile a una salamandra, questo animale possedeva un cranio relativamente corto e ampio. Rispetto agli altri dvinosauri, Bermanerpeton era caratterizzato da una strana coda dalla regione mediana particolarmente alta, in cui erano presenti scaglie molto grandi (le più grandi dell'intero animale). Altre caratteristiche uniche fra gli dvinosauri (e invece simili ai branchiosauridi) sono l'osso postorbitale molto corto e triangolare, il postparietale e il tabulare di lunghezza uguale, le ossa palatali laterali snelle, il ramo basipterigoideo dello pterigoide allungato, e omero e femore snelli e allungati. Un'altra serie di caratteristiche simli a quelle dei branchiosauridi si riscontra nell'osso palatino a forma di Y, con una parte posteriore molto stretta (almeno quanto l'allungatissimo ectopterigoide) e una finestra subtemporale che si estendeva anteriormente all'orbita. Di contro, Bermanerpeton era chiaramente uno dvinosauro per la presenza di una finestra palatale anteriore, un'incisura otica ridotta e un'interclavicola allungata. Sembra inoltre che l'intertemporale fosse fuso al supratemporale. 

## Classificazione
Bermanerpeton kinneyi venne descritto per la prima volta nel 2021, sulla base di resti fossili ritrovati nella formazione Atrasado nel Nuovo Messico centrale, risalente alla fine del Pennsylvaniano. Sebbene molte caratteristiche richiamino i branchiosauridi e le larve degli anfibamidi, altre caratteristiche indicano che questo animale era un rappresentante degli dvinosauri, un gruppo di temnospondili dalle abitudini strettamente acquatiche. Il "palato laterale" tipico dei branchiosauridi, in realtà, si sviluppò indipendentemente nelle larve di alcuni dvinosauri, negli anfibamidi e nei branchiosauri. 

## Paleoecologia
Gli esemplari larvali di Bermanerpeton erano voraci predatori che vivevano in una laguna. All'interno di due esemplari si sono conservati i fossili dei loro ultimi pasti, che consistono in vari artropodi, pesci e anfibi. Tra i contenuti dello stomaco di Bermanerpeton vi sono anche alcuni ostracodi di acqua dolce. Bermanerpeton non era adattato all'ambiente marino, ma era un abitante di acque dolci in una laguna occasionalmente soggetta a condizioni salmastre. La compresenza di dvinosauri e anfibamidi larvali è tipica dei laghi e delle lagune del Pennsylvaniano del Nordamerica; in Europa era presente una simile associazione di ecomorfotipi, con i micromelerpetidi e branchiosauridi o anfibamidi. Queste similitudini riflettono probabilmente un esempio di ecoevoluzione convergente. 